# テトラフルオロホウ酸銅(II)
テトラフルオロホウ酸銅(II)(Copper(II) tetrafluoroborate)は、化学式Cu(H2O)x(BF4)2の無機化合物である。通常は六水和物(x=6)であるが、部分的に脱水して四水和物になることもある。銅の酸化数が+2のアクア錯体であるが、2つの弱いテトラフルオロホウ酸陰イオンが配位している。
この化合物は、例えば、ディールス・アルダー反応のルイス酸としてや、ジアゾ化合物によるアルケンのシクロプロパン化、エポキシドのメインウォルド転位反応でのルイス酸として等、有機合成に用いられる。前2者の例では、銅(II)は、銅(I)触媒に還元される。また、フルオロホウ酸めっき槽での銅めっきにも用いられる。